# Gran Vall del Rift (Etiòpia)

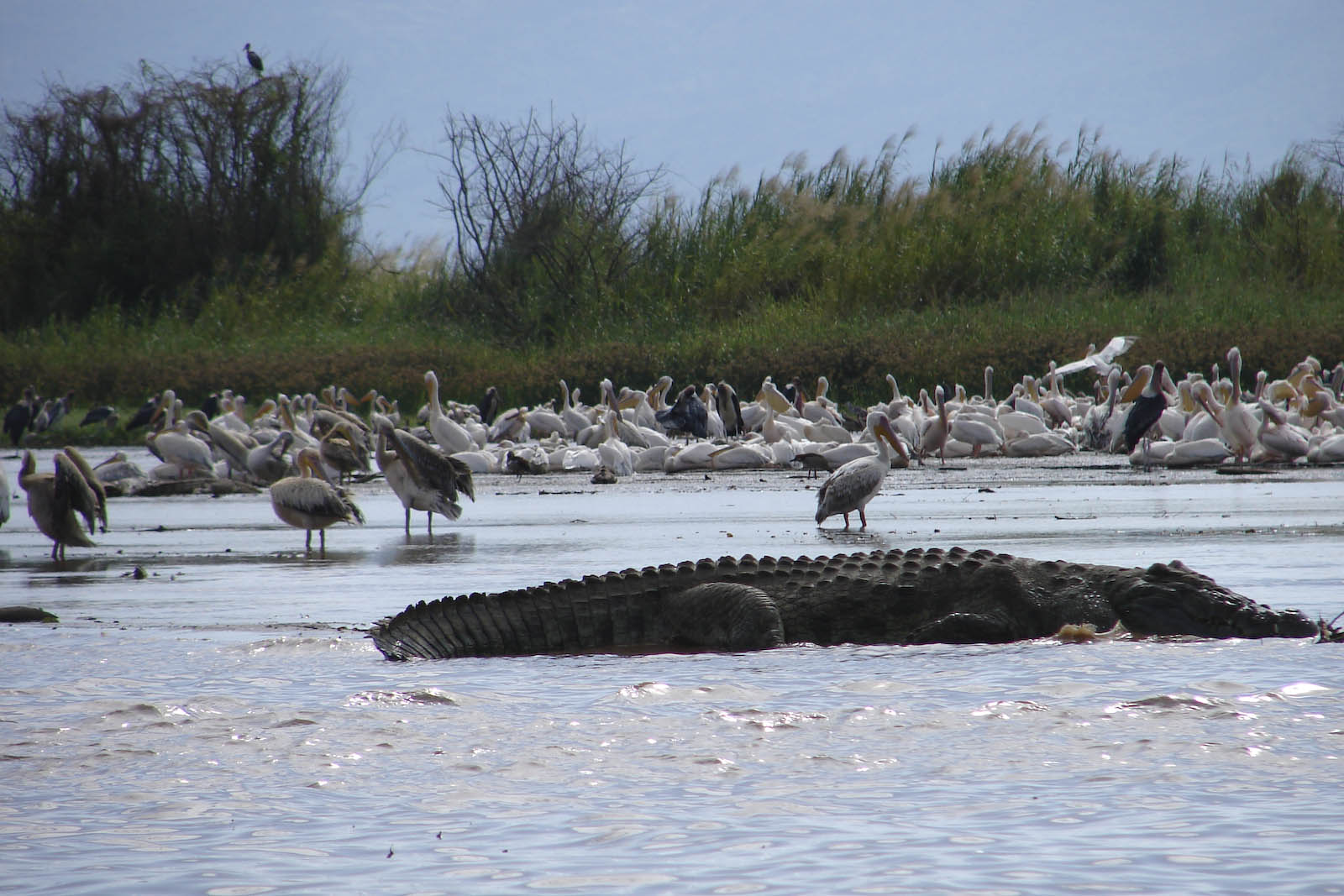
Llac Chamo, un llac de la Vall del Rift

La Gran Vall del Rift d'Etiòpia (o Rift etíop principal o Vall del Rift etíop) és una branca del Rift d'Àfrica Oriental que travessa Etiòpia en direcció sud-oest des d'Àfar. En el passat, se'l considerava part d'una Gran Vall del Rift que s'estenia des de Moçambic fins a Síria.

## Descripció
La Gran Vall del Rift es troba entre l'altiplà Etíop al nord i l'altiplà de Somàlia al sud. La clivella es va fer quan la Placa africana i la Placa somali començaren a separar-se durant el Miocé al llarg del sistema d'esquerdes de l'est d'Àfrica. El començament del rift fou asincrònic al llarg de la vall etíop: la deformació s'inicià fa uns 18 milions d'anys a l'extrem sud, fa uns 11 milions d'anys a prop de la depressió d'Àfar i segurament fa uns 6-8 milions al sector central. La clivella s'estén en direcció ESE-ONO uns 5-7 mil·límetres per any.
La Vall del Rift d'Etiòpia té uns 80 quilòmetres d'amplada i està vorejada en tots dos marges per grans falles discontínues que originen importants escarpes tectòniques, que separen el terra del rift dels altiplans circumdants. Aquestes falles ara es consideren inactives a la fi de la Vall del Rift nord, mentre que cap al sud continuen sent tectòniques i sísmicament actives. El terra del rift està tallat per una sèrie de conques de clivelles en esglaó més petites, al graó dret, del quaternari fins a l'edat actual. Aquestes conques tenen uns 20 quilòmetres d'amplària i 60 quilòmetres de llargària. A la part nord de la falla, ara es pensa que l'extensió dins la vall es dona sobretot al llarg d'aquests segments amb falles i actius magmàticament. Es considera que aquests segments estan originant centres d'expansió de cresta oceànica mitjana.

## Llacs etíops de la Vall del Rift

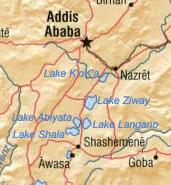

Els llacs etíops són els més septentrionals de la Vall del Rift: ocupen el sòl de la vall entre les dues terres altes. La majoria d'aquests llacs són alcalins. Tot i que són de gran importància per a l'economia d'Etiòpia, a més de ser essencials per a la supervivència de la població, fins fa poc no s'havien dut pas a terme estudis limnològics intensius i exhaustius d'aquests llacs.
Els llacs més importants són:
- Llac d'Abaya (1.162 km², elevació: 1.285 m), el llac etíop de la Vall del Rift més gran
- Llac Chamo (551 km², elevació: 1.235 m)
- Llac Zway (485 km², elevació: 1.636 m)
- Llac Shala (329 km², elevació: 1.558 m), el llac etíop de la Vall del Rift més profund
- Llac Koka (250 km², elevació: 1.590 m)
- Llac Langano (230 km², elevació: 1.585 m)
- Llac Abijatta (205 km², elevació: 1.573 m)
- Llac Awasa (129 km², elevació 1708 m)